# نماز (یهودیت)
| بخش از مجموعه                                                                          |
| یهودیت                                                                                 |
| Star of David · Ten Commandments · Menorah                                             |
| رده:یهودیت                                                                             |
| یهود · یهودیت · اسباط                                                                  |
| ارتودوکس                                                                               |
| حریدی · حسیدی · ارتودوکس مدرن                                                          |
| فلسفه یهودی                                                                            |
| اصول دین · منیان · کابالا                                                              |
| قوانین نوح · خدا · آخرت · مسیح در یهودیت                                               |
| یهودیان به عنوان قوم برگزیده · هولوکاست · هلاخا · کشروت· ده فرمان                      |
| صنیوت · صدکه · اخلاق · جنبش مسار                                                       |
| متون دینی                                                                              |
| تورات · تنخ · تلمود · میدراش · توسفتا                                                  |
| آثار حاخامی · هاگادا · میشنا· باریتا                                                   |
| تور · شولحان عاروخ ·                                                                   |
| حماش · سیدور · زوهار ·                                                                 |
| شهرهای مقدس                                                                            |
| اورشلیم · صفد · حبرون · طبریه                                                          |
| شخصیت‌های مهم                                                                           |
| ابراهیم · اسحق · یعقوب                                                                 |
| ساره · ربه‌کا · راحیل · لیه                                                             |
| موسی · دبوره · روت · داوود · سلیمان                                                    |
| الیاس · هیلل · شمای · یهودا هناسی                                                      |
| سعادیا گائون · راشی · اسحاق الفاسی · ابن عزرا · توسفتانویسان                           |
| یوسف آلبو · یوسف قارو · آشر بن یهیئل                                                   |
| بعل شم طوو · موسی بن میمون · فیلون اسکندرانی                                           |
| اوادیا یوسف · موشه بن نحمان · موشه فینشتاین · العازر شاخ                               |
| زندگی یهودی                                                                            |
| بریت · بنای مصوا · ازدواج                                                              |
| نیدا· عزاداری                                                                          |
| نقش‌های مذهبی                                                                           |
| حاخام · ربی                                                                            |
| کاهن یهودی ·                                                                           |
| دیان · روش یشیوا                                                                       |
| ساختمان‌های مذهبی                                                                       |
| کنیسه · میکوه · هیکل سلیمان / خیمه‌گاه                                                  |
| مقالات مذهبی                                                                           |
| شبات · تفیلین · زنان · سفر تورات· بدکن· قربانی                                         |
| ستاره داوود · منوره · شوفار                                                            |
| اربعه مینیم                                                                            |
| نماز                                                                                   |
| نماز · شماع · عمیده ·                                                                  |
| قدیش ·هولده                                                                            |
| یهودیت و دیگر ادیان                                                                    |
| مسیحیت · اسلام ·                                                                       |
| ادیان ابراهیمی · تکثرگرایی                                                             |
| مورمونیسم · "یهودی مسیحی" · دیگران                                                     |
| مطالب وابسته                                                                           |
| نقد یهودیت · یهودستیزی                                                                 |
| یهوددوستی · یشیوا· صهیونیسم· یهودیان آمریکا· فهرست دانشمندان و فیلسوفان یهودی · کوربان |
| ن ب و                                                                                  |

نماز در دینِ یهود یا تِفیلا (به عبری: תְּפִלָּה) و در جمع تِفیلیم یا تِفیلوت، به نماز و نیایش روزانهٔ یهودیان گفته می‌شود. توضیحات دقیق در این خصوص را می‌توان در سیدور یا بخش‌های میشنا کتب سنتی دعای یهودیان جست.
یهودیان معمولاً در هر روز سه نماز می‌خوانند و در روز شبات و سایر روزهای مقدس، فرقه‌های ارتدکس و محافظه‌کار یک نماز اضافی، به نام موساف می‌خوانند. نماز پنجمی هم به نام نئیلا وجود دارد که اکنون تنها در روز یوم کیپور، دهمین روز از ماه تیشری که واقع در اوایل پاییز است خوانده می‌شود. می‌توان نماز را فرادا یا به جماعت یا به همراه منیان خواند. مثل نماز در اسلام، در یهودیت هم نماز جماعت ارجح و بلندمرتبه است و بخش‌هایی هم دارد که جز در جماعت اجرا نمی‌شود.
اکثر مراسم آیینی در یهودیت با یک ملودی سنتی به نام نیگون به حالت آوازی قرائت می‌شود. در هر کنیسه، سکویی کم ارتفاع وجود دارد که حذان بر فراز آن این مناجات را رهبری می‌کند.
یهودیان شرقی فعلی، زبان ییدیش دارند که داوین ''Daven'' نام دارد و همان معنای نماز خواندن می‌دهد، یهودیان ارتدوکس اشکنازی بسیار از آن استفاده می‌کنند.

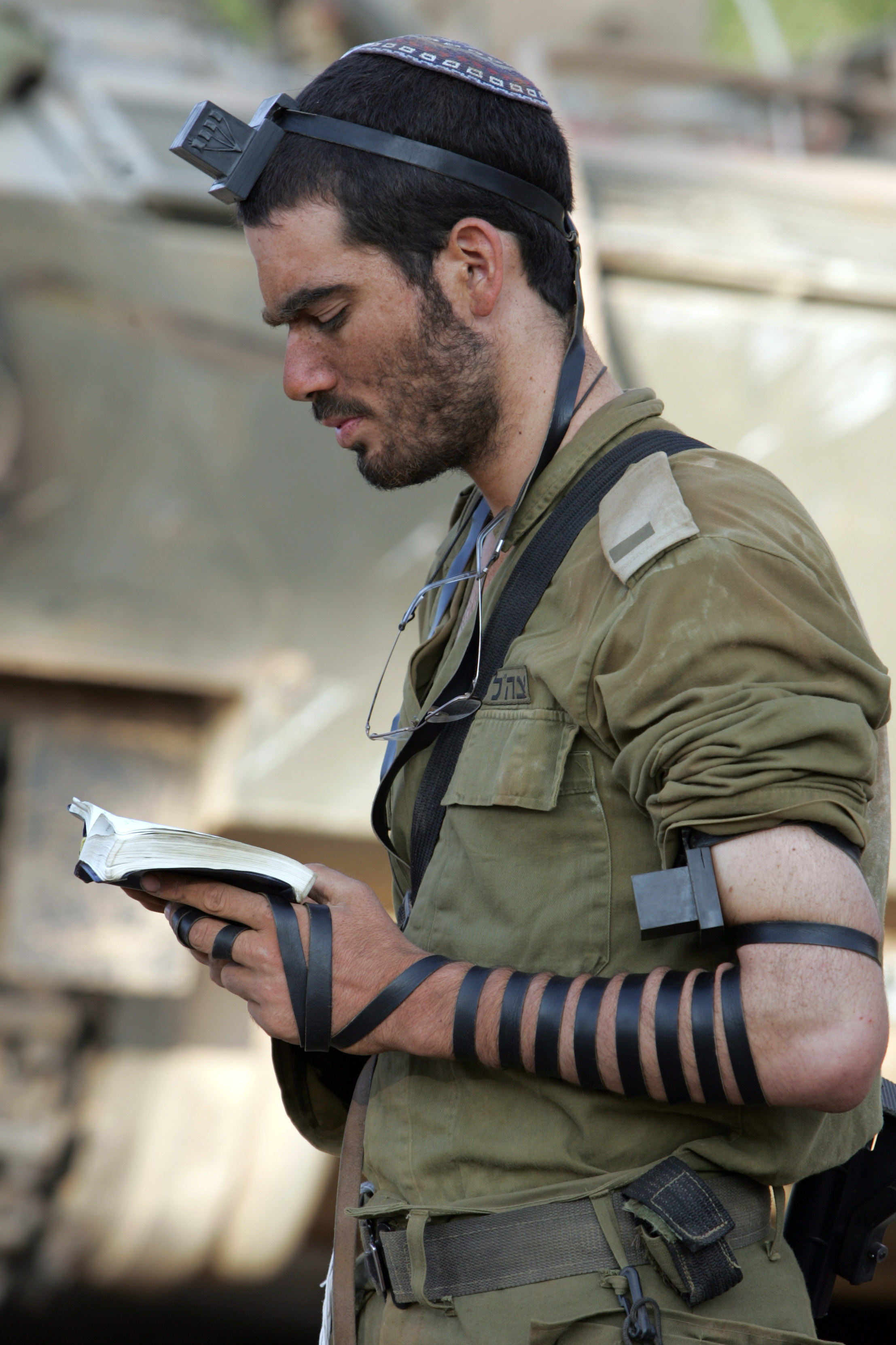
سرباز ارتش اسرائیل در حال خواندن نماز در حالی که تفیلین به دست او بسته شده‌است.

## نمازها و منشأ آن‌ها

### تعداد و زمان
در تلمود دو الف از رسالهٔ تعنیت با اشاره به شماع می‌گوید: «خدا را با همه دلتان عبادت کنید»
میمونید می‌نویسد: آن عبادت با حضور قلب همین نماز است؛ لذا نما زها را، بودا شبا لو هم می‌خوانند که یعنی عبادت از قلب و با قلب. 
میمونید نماز را تکلیف عبادی تورایی می‌شناسد ولی زمان و تعداد آن را نه.
زنان اگر نماز برایشان واجب باشد تنها یکی از نمازها و ترجیحاً صبح را لزوماً باید بخوانند و باقی اختیاری است. شرکت نکردن زنان در دیگر نمازها، نوعی معافیت محسوب می‌شود.
در تلمود (ماسخت براخوت ۲۶ب) دو دلیلی برای سه‌گانه بودن نماز می‌آورد:
1. هر نماز برابر یک قربانی در هیکل سلیمان در قدیم است که یک تعمید در صبح یکی در عصر بوده‌است و آخر شب هم بقایای تعمید روزانه را می‌سوزاندند.
2. این نمازها یادگاری شاه پدران سه‌گانه هستند که طبق تورات ابراهیم صبح‌ها و اسحق عصرها و یعقوب شب‌ها نماز می‌خواند اما حتی با تکیه بر این نظر زمان خواندن نمازها و نماز موساف هم بر اساس نظر قبلی تدوین و تشریع شده‌است.

داوود و دانیال هم سه بار در روز نماز می‌خواندند.
در مزامیر داوود آمده‌است: «صبح و عصر شب می‌گریم و عبادت می‌کنم و او صدایم را خواهد شنید»
در کتاب دانیال آمده: «پنجره‌اش رو به اورشلیم باز بود و او سه بار در روز زانو می‌زد و عبادت می‌کرد و همیشه خدایش را شکر می‌کرد»
یهودیت ارتدوکس می‌گوید هلاخا فقه یهود ایجاب می‌کند مرد یهودی هر روز سه نماز در شبات و روزهای مقدس چهار بار و در یوم کیپور پنج بار نماز بگذارد.
زنان یهودی ارتدوکس ملزم به ادای تنها یکی از نمازها آن هم بدون رعایت زمان هستند. در یهودیت محافظه کار هم تعداد نمازها اجباری تلقی می‌شود. از سال دو هزار قرار بر این شد که زنان هم همان تعداد نمازها را به جماعت در همان زمان که مردان می‌خوانند باید بخوانند به استثنای گروه‌های سنتی و افراد جدا از قوم و جمع. در یهودیت اصلاح طلب هلاخا الزام‌آور نیست و زمان نمازها اختیاری است.

### متن و زبان

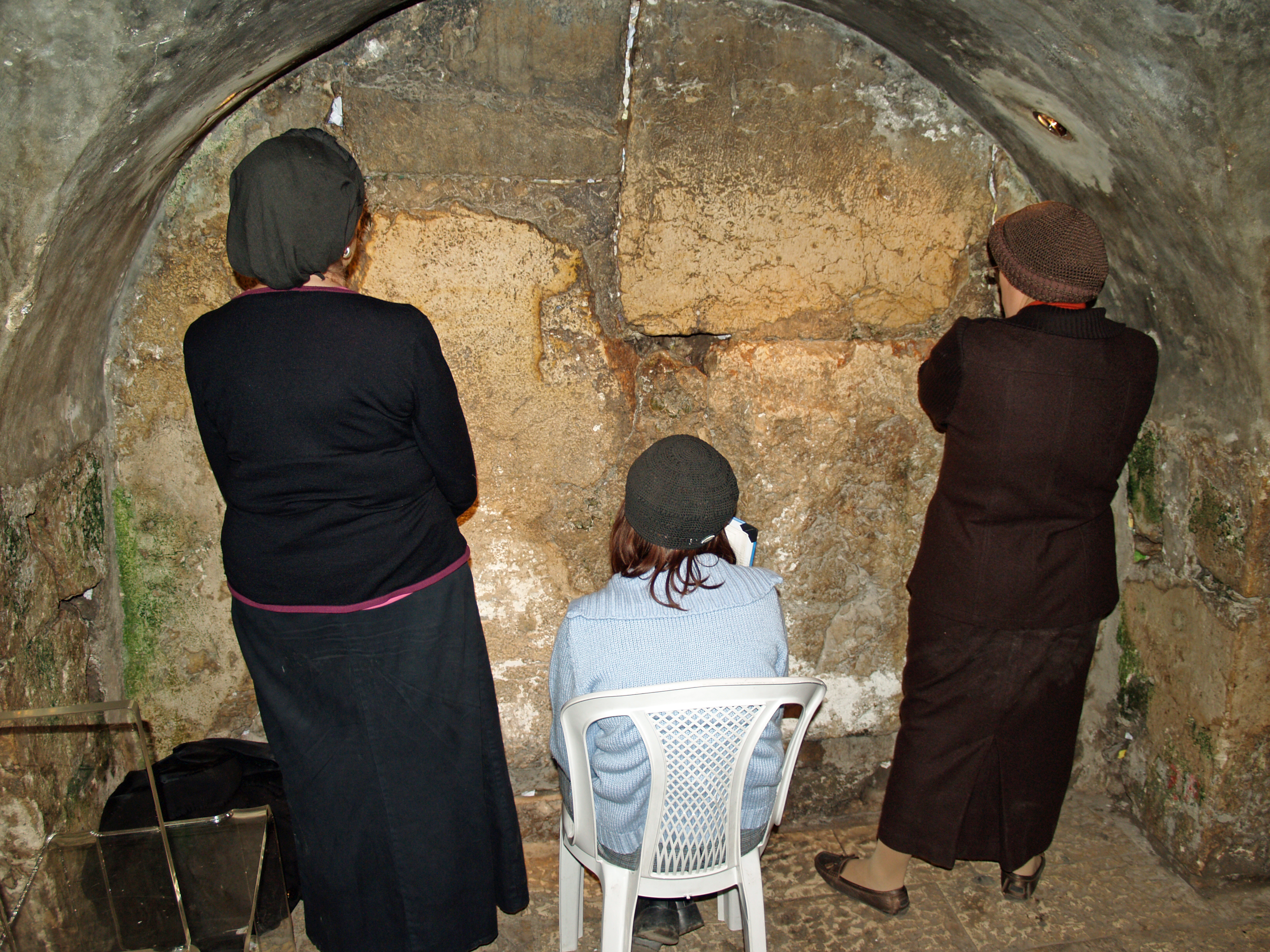
زنان در حال نماز خواندن در دالان دیوار غربی، نزدیک‌ترین نقطه به قدس الأقداس که زنان می‌توانند در آن حضور یابند.

میمونید (میشنه تورا ۱:۴) می‌گوید یهودیان تا قبل از تبعید بابلی نمازها را خودشان ترکیب می‌کردند و می‌ساختند و ادا می‌نمودند. اما بعد از تبعید دانایان سنهدرین نتیجه گرفتند که دیگر افراد نمی‌توانند خودشان نماز بسازند لذا آن‌ها سیدور از جمله امیدا را تهیه کرده و نوشتند.
زبان این بخش‌ها به وضوح متعلق به دوران هیکل دوم است اما اصطلاحات تورایی هم در آن یافت می‌شود و بر اساس فتوای ربایان در نماز نباید اصطلاح میشنایی یا ربایی جز آنچه در میشنا آمده وجود داشته باشد. ظرف دو هزار سال گذشته تفاوت‌های جزئی بسیاری در نحوهٔ نماز گزاردن فرق مختلف یهودیت به وجود آمده‌است و هر فرقه‌ای نوساخ یا متون عملی و عبادی خودش را دارد. بزرگ‌ترین تفاوت‌ها علی‌رغم وجود گروه‌های دیگری چون یهودیان خصیدی و یمنی بین سفاردیم و اشکنازیم وجود دارد.
هلاخا می‌گوید تمام نمازهای فرادی و جماعت باید به هر زبانی که نمازگزار می‌فهمد خوانده شود با این حال بسیاری از کنست‌های ارتدوکس اشکنازی زبان عبری -عبری اشکنازی- را برای نمازهایشان ترجیح می‌دهند. به استثنای برخی نمازها مثل کادیش که از ابتدا به زبان آرامی خوانده می‌شده‌است و مواعظ که به زبان محلی صورت می‌گیرد. ارتدوکس‌های سفاردی زبان لادینو یا پرتقالی و کنست‌های محافظه کار و اصلاح طلب هم زبان محلی را را به کار می‌برند.

### حد نصاب نماز جماعت
نماز فرادی مقبول است اما بهتر است با حداقل ده نفر بالغ یعنی مرد یهودی بالای سیزده سال خوانده شود که بارمیتسوا گرفته باشد. معمولاً زنان چون ملزم به نماز نبودند جزو این مینیان یا جماعت شمرده نمی‌شدند و حساب نبودند اما در ۱۹۷۳ یهودیت محافظه کار آن‌ها را جزو جماعت شمرد و برخی فرق پذیرفتند و برخی نه. فرقهٔ اصلاح طلب که جماعت را اجباری می‌گیرند، زنان را در برخی نمازها می‌شمرند ولی در فرقه ارتدوکس زنان تنها در برخی نمازها از جمله بیرخات هاگومل که برای زن و مرد به صورت جمعی لازم است، شمرده می‌شوند. بهتر است هر کسی همیشه در مکان ثابتی از کنست به عبادت بایستد که برای او موسوم به ماقوم قاووئاست.

### تمرکز
کاوانا یا تمرکز برای ادای نماز لازم است. خط اول دعای شماع اسراییل و بند اول نوزده بند امیدا اگر بی کاوانا ادا شود باطل است.

## روزهای هفته

### شحریت
شحریت نماز صبح است. هلاخا می‌گوید شحریت در سه -شمع- یا -امیدا- چهار ساعت اول روز باید خوانده شود. ساعت یعنی یک دوازدهم زمان بین طلوع و غروب آفتاب که ممکن است تابستان و زمستان از چهل و پنج دقیقه تا یک ساعت و ربع یعنی به مقدار نیم ساعت تغییر کند.
با برخاستن از خواب دعایی خوانده می‌شود تلیس کوتون و تلیت بر سر انداخته می‌شود و تفیلین بر سر و دست بسته می‌شود. ابتدا بیرخوت هَشَخَر (دعای صبح گاهی) خوانده می‌شود. در یهودیت ارتدوکس بعد از این، نوشته‌های ربینی و تورایی و بعد کادیش خوانده می‌شود. سپس پسوکی دزیمرا که مزامیر ۱۰۰ تا ۱۴۵ یا ۱۵۰و دعای یهی خوود و دعای دریا۱۴ و ۱۵ از سفر خروج توراست خوانده می‌شود.
سپس شمع و امیدا یا اسره شمونه که نوزده دعا در خورد دارد خوانده می‌شود. سپس تا خانوم اما فقط روزهایی که جشن نیست خوانده می‌شود.
دوشنبه و سه شنبه بعد از این بخشی از توراه و بعد تاخانوم بلندی خوانده می‌شود.
سپس دعای آخر و علینو و بعد کادیش عزاداران خوانده می‌شود.

### مینحا
نیم ساعت بعد از ظهر هلاخایی مینحا خوانده می‌شود. مینحا گدولا بعد از مینحا کاتانا که دو و نیم ساعت هلاخایی بعد از آغاز شب خواند می‌شود. خوب است نماز پیش از غروب به پایان برسد اما برخی ادای آن را تا شب تجویز می‌کنند.
یهودیان اسپانیا و ایتالیا مینحا را با آیهٔ پنج مزمور هشتاد و چهار و کوربانوت آیات یک تا هشت از باب بیست و هشت سفر اعداد شروع می‌کنند و با پیتوم هاکتورت ادامه می‌دهند. بخش آغازین با آیات سه و چهار ملاکی شروع می‌شود اشکنازهای غربی تنها قوربانوت (به معنی قربانی) را می‌خوانند.
اَشرِی شامل آیهٔ پنج باب هشتاد و چهار مزامیر و کل مزمور صد و چهل و پنج خوانده می‌شود و بلافاصله پس از آن خاتزی کادیش -کادیش تا نیمه-و شمونه اسره یا به جای آن امیدا خوانده می‌شود. سپس ذکر خاص تاخانوم یا تضرع صورت می‌گیرد و سپس کل کادیش خوانده می‌شود. سفاردیم مزمور ۶۷ یا ۹۳ را هم می‌خوانند و پس از آن کادیش سوگوار را. در بسیاری فرق مدرن پس از این علینو قرار دارد و اشکنازیم پس از آن کادیش سوگوار را می‌خوانند.
در تیشا بآو که نهم ماه آو و زمان روزهٔ سالیانه است برای خواندن مینحا تلیت و تفیلین پوشیده می‌شود و امام جماعت هم در زمان نماز و در طول ایام روزه باید تلیت بر سر و تن کند.

### معاریو/عارویت نماز عصر
در بسیاری فرقه‌ها نماز ظهر و عصر بلافاصله خوانده می‌شود تا مردم لازم نباشد مجدد راهی کنست شوند. ویلنا گائون با این طریقه مخالف بود و پیروانش معاریو را پس از آغاز شب می‌خوانند.
این نماز با بارخو یا اذان یهودیان که ندایی برای فراخواندن مؤمنین به نماز است آغاز می‌شود سپس یک دعا بعد شمع ییسرائل و بعد از آن باز دعایی دیگر. اشکنازهای خارج از اسراییل بعد از آن دعای باروخ آودنای لعولام را می‌خوانند.
سپس نیم کادیش بعد شمونه اسره یا امیدا و بعد کادیش کامل. سفاردیان بعد از آن مزمور ۱۲۱ بعد کادیش سوگوار بعد بارخو و بعد علینو را می‌خوانند. اسکنازهای خارج از اسراییل نه مزمور ۱۲۱ می‌خوانند و نه بارخو را تکرار می‌کنند بلکه مستقیم علینو و بعد کادیش سوگوار را می‌خوانند و اگر در اسراییل باشند بعد از کادیش سوگوار بارخو می‌خوانند.

## شبات

### جمعه شب
نماز شبات هنگام جمعه شب با مینحا شروع می‌شود و در بعضی فرق غزل‌ها (نوشته شده توسط سلمان) خوانده می‌شود که کوچک‌ترین کتاب تنخ و ۱۱۷ آیه بیشتر ندارد و بعد در اکثر فرق کابالات شبات (قبول کردن شنبه) خوانده می‌شود که مقدمهٔ عرفانی مراسم شبات است و قبالاییان در قرن شانزدهم آن را تنظیم نموده‌اند. این کلمهٔ عبری یعنی دریافت شبات و در برخی جوامع یدید نفش که خود غزل آیینی معروفی است معرف آن معناست. حاوی شش غزل است ۲۹ و ۹۵ و ۹۶ و ۹۷ و ۹۸ و ۹۹ که نماد شش روز هفته است و سپس لخا دودی به معنای بیا عزیزم خوانده می‌شود شعری که شلومو هالوی آلکابتز در قرن شانزدهم بر اساس سخنان هانینا تنظیم نمود. برای خواندن آن می‌ایستند و رو به در باز می‌کنند تا ورود شبات را تبریک گفته و استقبال کنند.
کابالات شبات با خواندن مزمور ۲۹ -که اشاره به پذیرش الزامات شبت دارد- و بعد مزمور ۹۳ به پایان می‌رسد. بسیاری گروه‌ها قسمتی را برای مطالعه در این مقام در نظر می‌گیرند مثل بامه مادلیکنی یا امار ریبی العازار و بعد از آن هم که زمان خواندن معاریو است برخی گروه‌ها می‌گویند آن مطالعات زمانش بعد از ادای معاریو است در بعضی گروه‌ها هم در اینجا خواندن قسمتی از زهر را تجویز می‌کنند که مجموعه‌ای است از کتب قبالایی.
دعای شمع که جمعه شب خوانده می‌شود کمی با همان دعا که در سول هفته خوانده می‌شود فرق دارد بیشتر در قسمت پایانی هاشکیونو و حذف باروخ ادونای لعولام در فرقه‌هایی که اگر آن را نخوانند این را می‌خوانند. بین یهودیان ایتالیا نسخه‌های مختلفی از دعای معاریو عاراویم -آغاز عاشر کیلا در جمعه شب- و اهاوات عولام وجود دارد.
بسیاری افراد در این زمان شبات را با وشمرو -ایات ۱۶ و ۱۷ از باب ۳۱ خروج- جشن می‌گیرند. این یک سنت قبالایی لورانی است که در این زمان تورا بخوانند و تا پیش از قرن شانزدهم اتفاق نمی‌افتاد و لذا در فرقه‌هایی که کمتر از قبالا تأثیر پذیرفته‌اند مثل یهمنی‌های بلدی و مخالفان قرائت سیدور اضافی بر اساس قبالا مثل پیروان ویلنا گون کمتر دیده می‌شود.
امیدا در شبات کوتاه و تنها یک بار اما به صورت کامل خوانده می‌شود. بعد حذان خلاصه‌ای از امیدا را به نام ماجن عاووت شامل هفت دعا تکرار می‌کند.
در این‌جا در برخی کنست‌های اشکنازی ارتدوکس بخش دوم رسالهٔ شبات میشنا به نام بامه مادلیکین در اینجا خوانده می‌شود و نه زود تر. در کنست‌های اشکنازی و برخی کنست‌های سفاردی کیدوش خوانده می‌شود. سپس علینو می‌خوانند. بیشتر کنست‌های اشکنازی و برخی سفاردیم با ییگدال مراسم را به پایان می‌برند که برداشت شعری از موسی بن میمون است و حوای سیزده اصل ایمان یهودیان. سایر اشکنازیم به جای آن ادون عولام می‌خوانند.

### شحریت
شحریت شبات با روزهای معمول هفته زیاد فرقی نمی‌کند. فقط مزمور صدم مزمور لتودا حذف می‌شود چرا که در روزهای هیکل ییروشالاییم نمی‌شد قربانی شکرگزاری تقدیم کرد. اشکنازیم به جای ان مزامیر ۱۹ و ۳۴ و ۹۰ و ۹۱ و ۱۳۵ و ۱۳۶ و ۳۳ و ۹۲ و۹۳ را می‌خوانند. سفاردیم دستورهای دیگری دارند مزامین دیگری می‌خوانند و دو غزل دینی دیگر. در انتهای پسوکی دزیمرا دعای نیشمات خوانده می‌شود. دعاهای قبل از شمع مفصل تر می‌شوند و سرود ال ادون را هم که معمولاً گروهی خوانده می‌شود در بر می‌گیرد. چهارمین دعای شحریت امیدا با ییسمخ موشه شروع می‌شود. تومارر تورا از هخال خارج می‌شود و بخش هفتگی آن قرائت می‌شود و بعد هفتارا که گزینه‌ای از متون تورایی که شمال اعترا فبه سیزده اصل ایمان یهوی سات را می‌خوانند.
بعد از خواندن تورا س هدعا برای جامعه خوانده می‌شود. دو دعای اولی یکوم پورکان است که در بابل به آرامی ساخته شده‌است و شبیه می شبراخ است که پس از آن می‌آید و در مورد خدام کنست است. سفاردیم بخش بزرگی از یکوم پورکان را نمی‌خوانند. سپس در بیشتر کنست‌ها دعایی برای دولت آن کشور، برای صلح و برای کشور اسراییل خوانده می‌شود.
سپس آشری خوانده شده و تورا در کنست می‌گردد و به هخال بازمی‌گردد. برخی فرقه‌ها اجازه می‌دهند کودکان تومار تورا را در زمان حرکتش به دور کنست ببوسند. در برخی کنست‌های اتدوکس در این زمان ربای یا یک مؤمن تعلیم دیده برای مردم در مورد تورا موعظه‌ای می‌کند. در یشیواها وعظ شنبه شب ایراد می‌شود.

### موساف
موساف با آرام خواندن امیدا شروع می‌شود. سپس مجدداً جمعی خوانده می‌شود و کدوشا هم به آن اضافه می‌شود. سپس تیکانتا شبت در مورد تقدس شبات و بعد بخش‌هایی از سفر اعداد در مورد قربانی‌هایی که در هیکل بت همیقداش صورت می‌گرفت. سپس ییسمخو، الوهینو، و رتزی خوانده می‌شوند. پس از امیدا کادیش کامل و بعد این که الوهینو خوانده می‌شود.
ارتدوکس‌ها بعد از این بخشی از تلمود را می‌خوانند که در مورد پیتوم‌ها کتوره است و نیز مزامیر روزانه‌ای را که در هیکل بت همیقداش خوانده می‌شد. یهودیان محافظه کارآگاهی و تجدد طلبان همیشه این دعاها را حذف می‌کنند.
نماز موساف باکادیش ربای، علینو و سپس کادیش سوگوار به اوج می‌رسد. برخی کنست‌ها بعد از این آنئیم زمیروت می‌خوانند سرود شکوه، کادیش سوگوار، مزمور روزانه و بعد ادون عولام یا ییگدال.

### مینخا
مینخا با آشری و دعای اووا لزیون شروع می‌شود که بعد از آن قسمت هفتگی بعدی از تومار تورا خوانده می‌شود. سپس امیدا که دعای وسطی آن با اتا اخاد شروع می‌شود.
برخی گروه‌ها در زمستان –از سوکوت تا پسح- بعد از امیدا، بارخی نفشی یا مزامیر ۱۰۴ و ۱۲۰ تا ۱۳۴ را می‌خوانند. در تابستان –از پسح تا روش هاشانا- هر شبات به جای بارخی نفشی یک بخش از عاووت خوانده می‌شود.

### معاریو
معاریو هفتگی شب شبات خوانده می‌شود که با ویهی نوئام وییتن لخا و هاودالا به پایان می‌رسد. اما ماهاریل یعقوب مولین روحانی آلمانی می‌گوید بر اساس تلمود این حرکت باید صورت بگیرد چنان‌که ربای آکیوا چنان با قوت شوکلن می‌کرد که در پایان نماز در به طرف دیگر اتاق رسیده بود-ماسخت براخوت تلمود- در بسیاری فرقه‌ها تزداکه یا صدقه در زمان نماز صبح و بعد از ظهر داده می‌شود.

## نقش زنان

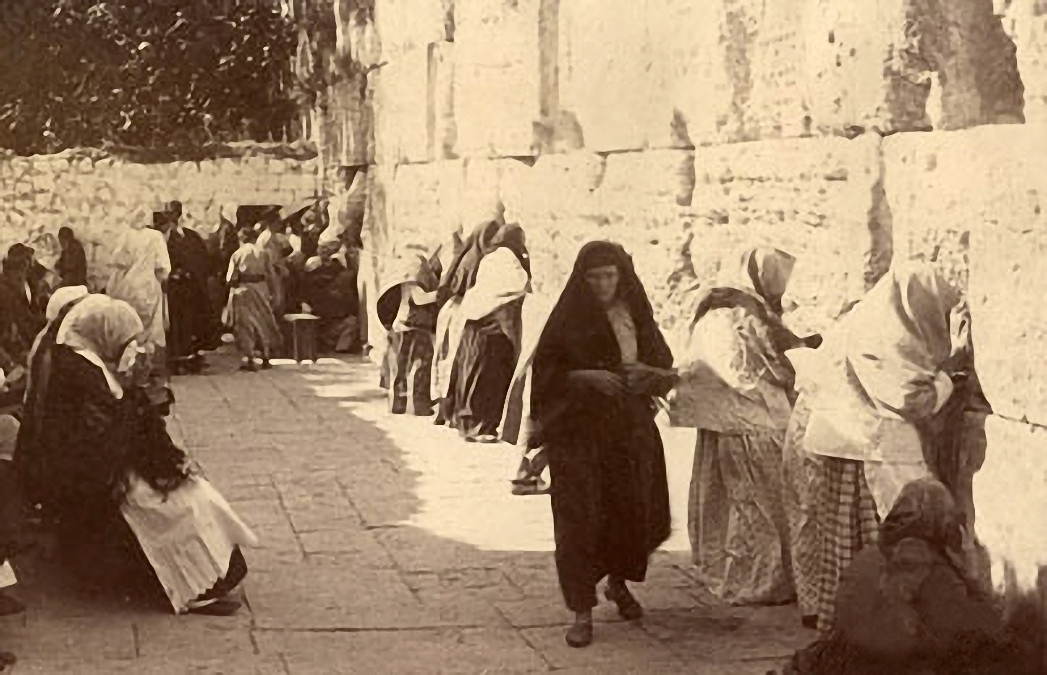
زنان یهودی در حال نماز خواندن در برابر دیوار غربی، اوایل قرن ۱۹

در لیبرال‌ترین اشکال یهودیت ارتدوکس زنان و مردان باید جدا از هم بنشینند و مخیتزا یا حجابی بین ایشان باشد. یهودیان محافظه کار یا مازورتی و اصلاح طلب و تجدد طلب همه می‌گویند زنان و مردان به صورت مختلط بنشینند.
یهودیان هاردی و مدرن می‌گویند زنان نمی‌تواند امام نماز جماعت باشند اما یهودیان محافظه کار اعتقاد دارند امامت نماز بر مکلفان به نماز ممکن است و زنان مکلف نبوده‌اند با این حال زنان یهودی این دوران خود به صورت داوطلبانه این مسئولیت را پذیرفته‌اند لذا امامت نماز جماعت برایشان بلامانع است.
جناح روشن فکر یهودیت ارتدوکس مدرن در بابا نقش تاریخی و امروزین زنان در کنار متون هلاخایی این سه فرض را مطرح می‌کند:
- چون زنان در ایام هیکل ملزم به انجام برخی قربانی‌ها بودند امروز هم در همان نمازها ملزم به نماز و مجاز به امامت هستند و در مینیان شمرده می‌شوند. بیرخوت هاگومل از آن نمازهاست.
- چون برخی نمازها بعد از الزام تلمود برای نماز مردان به وجود آمد آن نمازها برای افراد اختیاری است پس زنان می‌توانند امام جماعت باشند و مینیان هم نیاز نیست پسوکی دزیمرا و کابالات شبات از این دسته است.
- در مواردی که تلمود می‌گوید زنان می‌توانند امام باشند اما برای رعایت شئون فرقه چنین نمی‌کنند خوب امروزه فرقه مجاز است آن شان را ترک کند و زن امامت جماعت زنان کند. تو را خوانی شبات از این دعا هاست. این که زنان می‌توانند امام دعای خروج تورا از هخال و بازگشت به آن در شبات باشند نیز ریشه در این دارد که آیا می‌توانند در دعای تورا خوانی شرکت کنند یا نه.